# Peter Sharpe
Peter Sharpe (* 10. Dezember 1777 in New York; † 3. August 1842 in Brooklyn, New York) war ein US-amerikanischer Politiker. Er vertrat 1821 sowie zwischen 1823 und 1825 den Bundesstaat New York im US-Repräsentantenhaus.

## Werdegang
Peter Sharpe wurde ungefähr eineinhalb Jahre nach dem Ausbruch des Unabhängigkeitskrieges in New York geboren und wuchs dort auf. Er besuchte die öffentlichen Schulen seiner Heimat. 1807 war er Mitglied der Columbia County Medical Society. Über dies ist nichts weiter aus seinem Privatleben bekannt. Er verfolgte eine politische Laufbahn. Als Beigeordneter (alderman) war er in New York City tätig. Er saß zwischen 1814 und 1821 in der New York State Assembly. Im letzten Jahr bekleidete er dort das Amt des Speakers und nahm an der verfassunggebenden Versammlung von New York teil. Bei den Kongresswahlen des Jahres 1820 wurde Sharpe im ersten Wahlbezirk von New York in das US-Repräsentantenhaus in Washington, D.C. gewählt, wo er am 4. März 1821 die Nachfolge von James Guyon junior und Silas Wood antrat, welche zuvor zusammen den ersten Distrikt im US-Repräsentantenhaus vertraten. Allerdings konnte Cadwallader D. Colden am 12. Dezember 1821 dessen Wahl auf Grundlage einer nicht ordnungsgemäßen Anmeldung erfolgreich anfechten. In dieser Zeit gehörte Sharpe der von Thomas Jefferson gegründeten Demokratisch-Republikanischen Partei an. Bei den Kongresswahlen des Jahres 1822 wurde er im dritten Wahlbezirk von New York in das US-Repräsentantenhaus in Washington D.C. gewählt, wo er am 4. März 1823 die Nachfolge von Jeremiah H. Pierson antrat. Als Folge einer Zersplitterung seiner Partei vor und während der Präsidentschaft von John Quincy Adams (1825–1829) wechselte seine politische Zugehörigkeit zu den Adams-Clay Föderalisten. Da er im Jahr 1824 bei seiner dritten Kandidatur eine Niederlage erlitt, schied er nach dem 3. März 1825 aus dem Kongress aus. Er verstarb am 3. August 1842 in Brooklyn. Sein Leichnam wurde zuerst auf dem New York Marble Cemetery beigesetzt, später aber auf den Green-Wood Cemetery umgebettet.